# دوست‌پسر مرده من
دوست‌پسر مرده من (به انگلیسی: My Dead Boyfriend) فیلمی محصول سال ۲۰۱۶ و به کارگردانی آنتونی ادواردز است. در این فیلم بازیگرانی همچون هدر گراهام، کاترین منیگ، اسکات مایکل فوستر، جان کوربت، آنجلا فیدراستون، وایولا هریس و جینا گرشان ایفای نقش کرده‌اند.